# Zbigniew Herbert
Zbigniew Herbert,  poljski pesnik, esejist in moralist, * 29. oktober 1924, Lvov, Poljska, † 28. julij 1998, Varšava. Je eden najbolj prevajanih poljskih pisateljev.
Del njegove družine je prišel v Galicijo iz Združenega kraljestva. Njegov praded je bil učitelj angleščine, oče pa se je bojeval za poljsko osvoboditev v poljskih legijah med prvo svetovno vojno.
Herbert se je rodil leta 1924 v Lvovu. Leta 1938 je v rojstnem kraju Zbigniew začel obiskovati gimnazijo Kazimira Velikega. Med drugo svetovno vojno se je pridružil odporniškem gibanju Armia Krajowa (Domača armada) in nelegalno nadaljeval svoje izobraževanje. Leta 1944 se je iz Lvova preselil v Krakov, tik preden je Rdeča Armada zavzela mesto, in tam nadaljeval študij na ekonomski fakulteti, kjer je tudi diplomiral. Nato je nadaljeval študij še na Univerzi Nikołaja Kopernika v Torunju.
Njegova poezija je bila prvič objavljena leta 1950 v časopisu Dziś i jutro (Danes in jutri). Svoje prvo delo Struna światła (Svetla struna) je izdal leta 1956.
V petdesetih je opravljal številna slabo plačana dela, saj je zavračal pisanje v slogu, ki so jih narekovale socialistične smernice. Med letoma 1963 in 1986 je bil urednik časopisa Poezja (Poezije), med letoma 1955 in 1983 pa član Związek Literatów Polskich (Poljske literarne zveze).
Leta 1968 sta Czesław Miłosz in Peter Dale Scott prevedla Izbrane pesmi v angleščino. Pesmi so bile izredno dobro sprejete in Herbert je postal zelo popularen v Veliki Britaniji in ZDA. Prepotoval je Zahod, živel v Parizu, Berlinu in v ZDA, kjer je tudi poučeval na Univerzi Kalifornije v Los Angelesu.
Leta 1992 se je vrnil v Varšavo. Takrat je bil že resno bolan. Njegov prihod je izzval močne polemike zaradi njegovih izrazitih antikomunističnih prepričanj. V slavnem intervjuju za Tygodnik Solidarność (Tednik Solidarnost) je kritiziral ne samo sporazumov Okrogle mize in javnega življenja na Poljskem, ampak tudi osebnosti kot sta Czesław Miłosz in Adam Michnik. Ta in drugi podobni intervjuji so sprožili številne napade in polemike, lik njegove kontraverznosti pa je še danes prisoten med Poljaki. Umrl je 28. julija 1998 v Varšavi.